# Letiště Palma de Mallorca
Letiště Palma de Mallorca (katalánsky: Aeroport de Palma de Mallorca, španělsky: Aeropuerto de Palma de Mallorca; kód IATA: PMI, kód ICAO: LEPA) je mezinárodní letiště nacházející se 8 km od města Palma de Mallorca (u osady Can Pastilla), na španělském ostrově Mallorca (největší z Baleárských ostrovů). Bylo otevřeno v roce 1934. Má dvě asfaltové ranveje s délkou 3000 a 3700 metrů. Po letišti v Madridu a El Prat v Barceloně se jedná o třetí největší letiště v zemi podle počtu odbavených cestujících. V roce 2019 odbavilo téměř 30 milionů cestujících (29,7 miliónu). Jedná se o hlavní leteckou základnu společnosti Air Europa, základnu zde mají také společnosti EasyJet, Ryanair a Vueling (2017). Letiště sdílí vzletové a přistávací dráhy (ranveje) se sousední leteckou vojenskou základnou Base Aérea de Son San Juan, kterou provozuje španělské letectvo (el Ejército del Aire).

## Historie a současnost

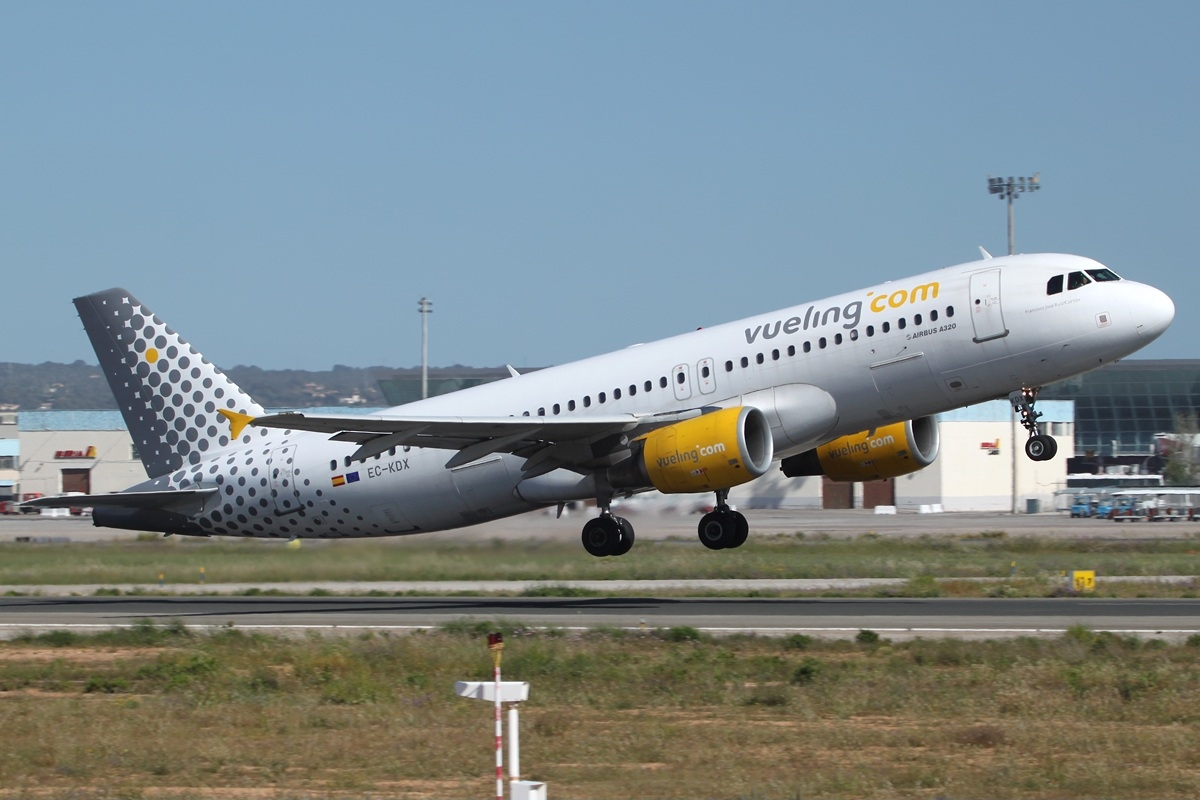
Letadlo Airbus A320 vzlétá z letiště Palma de Mallorca.

### Počátky
Obecný zájem španělské vlády o rozvoj letecké přepravy poštovních zásilek pošty během prvních desetiletí 20. století vedl ke studii proveditelnosti ohledně možnosti zřízení letecké poštovní linky na Baleárské ostrovy. Nakonec v roce 1921 společnost Aeromarítima Mallorquina zřídila poštovní linku Barcelona – Palma de Mallorca, která využívala hydroplány v přístavu Palma de Mallorca. Ještě před vznikem této letecké společnosti byly provedeny zkoušky také na dvou pevninských oblastech: Son Sant Joan a Son Bonet, obě byly později vybrány pro stavbu letišť.
V roce 1934 vznikla společnost Aero-Taxi de Mallorca se záměrem zahájit turistické lety na ostrov Mallorca a zřídit leteckou školu v Son Sant Joan. O rok později byla založena další letecká škola v Son Bonet. V květnu 1935 vznikla společnost LAPE (Líneas Aéreas Postales Españolas, Španělské poštovní aerolinie); předchůdce společnosti Iberia. V srpnu 1935 byla na letišti Son Sant Joan vytvořena první pravidelná letecká linka mezi Madridem a ostrovem, se zastávkou ve Valencii. O rok později byla tato linka nahrazena novým spojem do Barcelony. O tři roky později německá společnost Lufthansa a španělská Iberia zřídily nové linky v Son Bonet, zatímco Son Sant Joan začala být používána armádou. V průběhu let se Son Bonet stal hlavním civilním letištěm na ostrově, zatímco vytvoření vojenské letecké základny Son Sant Joan omezilo další civilní aktivity na tomto letišti.
V roce 1954 byla vzletová a přistávací dráha rozšířena a byl položen nový zpevněný povrch, aby byl umožněn provozu stíhaček F-86 Sabre, což si vyžádalo i přeložku silnice Palma de Mallorca – Llucmajor. Během těchto let byly postaveny také první zpevněné pojezdové dráhy a odbavovací plochy, zatímco Son Bonet přijímal první velké skupiny evropských turistů prostřednictvím leteckých společností BEA, Air France a Aviaco.

### Vznik mezinárodního letiště
Nárůst provozu a nemožnost dále zvětšit letiště Son Bonet vedly v roce 1958 k návrhu výstavby nového velkého civilního letiště poblíž vojenské letecké základny Son Sant Joan. Národní rada letišť schválila tento plán v následujícím roce a komerční provoz byl převeden ze Son Bonet do Son Sant Joan. To byl zrod toho, co je dnes známé jako letiště Palma de Mallorca. Během tohoto roku byl jižně od vojenských objektů vybudován terminál a civilní odbavovací plocha spolu s VHF komunikačním centrem. Na ostrově byl také instalován všesměrový letecký radiomaják pro přístrojovou navigaci.
Slavnostní otevření letiště pro vnitrostátní i mezinárodní dopravu se uskutečnilo 7. července 1960. Jen o dva týdny později vláda vyhlásila potřebu dalšího rozšíření letiště a v létě 1961 byly zahájeny práce na rozšíření ranveje a pojezdové dráhy. Na konci roku byly vytvořeny další plány pro rozvoj infrastruktury letiště, včetně elektrárny, komunikačního centra a hasičských a záchranných zařízení.

### Růst od 60. let 20. století
V roce 1962 byl poprvé překročen 1 milión přepravených cestujících, v roce 1965 byl postaven nový terminál a nové letecké navigační služby byly dokončeny na konci následujícího roku a byly připraveny plány pro druhý menší terminál (dnešní Terminál B). Počet cestujících se každoročně rychle zvyšoval a v roce 1965 přesáhl 2 miliony. Výstavba druhé dráhy, paralelní se stávající, byla zahájena v roce 1970. O dva roky později byl uveden do provozu terminál B a druhá dráha (06L/24R) byla otevřena v roce 1974 .
V roce 1980 letiště přepravilo již přes 7 milionů cestujících, v roce 1986 počet cestujících dosáhl téměř 10 milionů. To vedlo k výstavbě další nové odbavovací budovy, současné centrální odbavovací budovy. Tato budova je nyní hlavním vchodem a východem letiště a nachází se v ní odbavovací prostory a prostory pro výdej zavazadel. Stavba začala v polovině roku 1993 a navrhl ji mallorský architekt Pere Nicolau Bover. Během výstavby nové odbavovací budovy, v roce 1995 přesáhl počet cestujících 15 milionů. Nový terminál byl nakonec otevřen v roce 1997.

### Současnost
Po přechodném poklesu počtu cestujících na letišti po útocích z 11. září v roce 2001 počet cestujících v letech 2002 až 2007 neustále rostl, kdy provoz dosáhl vrcholu 23,2 milionů cestujících. V důsledku nejprve hypotéční, ale posléze celosvětové krize z roku 2007 došlo v letech 2008 až 2010 opět k přechodnému mírnému poklesu počtu cestujících, ale od roku 2010 až do roku 2019 počet cestujících opět výrazně stoupal až na téměř 30 miliónů. V roce 2019 se uskutečnilo 217 218 vzletů a přistání, nejvíce letů přitom směrovalo do pevninského Španělska, Německa a Spojeného království.
Během letních měsíců, kdy na ostrov přilétá nejvíce turistů, odbavuje letiště se dvěma dráhami tolik pohybů jako letiště Londýn Gatwick. V nejrušnější den v týdnu zvládne dokonce až 1100 vzletů a přistání, což je téměř tolik jako na letišti Londýn Heathrow, které je nejrušnějším letištěm v celé Evropě. Podle provozních dat společnosti AENA (provozovatel letiště), ve špičce se uskuteční až 66 vzletů a přistání za hodinu, maximální teoretická kapacita letiště tak je až téměř 1600 vzletů a přistání za 24 hodin.

## Statistiky letiště

### Počty cestujících
V letech 1999 až 2019 se počet cestujících na letišti Palma de Mallorca dlouhodobě zvyšoval (s občasnými přechodnými malými meziročními poklesy), takže za sledované období vzrostl ze zhruba 19 miliónů v roce 1999 na skoro 30 miliónů v roce 2019, kdy letiště zaznamenalo dosud největší počet cestujících (podrobněji viz Tabulka 1). V letech 2020–2021 došlo i na zdejším letišti (jako skoro na všech letištích) k obrovskému poklesu v důsledku pandemie covidu-19). V roce 2021 sice počet cestujících stále ještě nedosáhl ani polovinu rekordního roku 2019, ale přesto je již vidět znatelné oživení ve srovnání s rokem 2020.
| Rok  | Počet cestujících | Bazický index (1999=100) | Změna [%] |
| ---- | ----------------- | ------------------------ | --------- |
| 1999 | 19 127 773        | 100,0                    | x         |
| 2000 | 19 424 243        | 101,5                    | ▲ 1,5     |
| 2001 | 19 206 964        | 100,4                    | ▼ −1,1    |
| 2002 | 17 832 558        | 93,2                     | ▼ −7,2    |
| 2003 | 19 185 919        | 100,3                    | ▲ 7,6     |
| 2004 | 20 416 083        | 106,7                    | ▲ 6,4     |
| 2005 | 21 240 736        | 111,0                    | ▲ 4,0     |
| 2006 | 22 408 427        | 117,2                    | ▲ 5,5     |
| 2007 | 23 228 879        | 121,4                    | ▲ 3,7     |
| 2008 | 22 832 857        | 119,4                    | ▼ −1,7    |
| 2009 | 21 203 041        | 110,8                    | ▼ −7,1    |
| 2010 | 21 117 417        | 110,4                    | ▼ −0,4    |
| 2011 | 22 726 707        | 118,8                    | ▲ 7,6     |
| 2012 | 22 666 858        | 118,5                    | ▼ −0,3    |
| 2013 | 22 768 032        | 119,0                    | ▲ 0,4     |
| 2014 | 23 115 622        | 120,8                    | ▲ 1,5     |
| 2015 | 23 745 023        | 124,1                    | ▲ 2,7     |
| 2016 | 26 254 110        | 137,3                    | ▲ 10,6    |
| 2017 | 27 950 655        | 146,1                    | ▲ 6,5     |
| 2018 | 29 081 787        | 152,0                    | ▲ 4,0     |
| 2019 | 29 721 123        | 155,4                    | ▲ 2,2     |
| 2020 | 6 108 486         | 31,9                     | ▼ −79,4   |
| 2021 | 14 496 857        | 75,8                     | ▲ 137,3   |

### Počet letů a přepravený náklad
Počet vzletů a přistání po celé toto období rovněž dlouhodobě rostl (opět s občasnými přechodnými malými poklesy), ale procentuálně méně než počet cestujících, což je dáno nárůstem podílu větších letadel. Naopak objem přepraveného nákladu do roku 2007 víceméně stagnoval (v jednotlivých letech se střídaly malé růsty a poklesy), od roku 2008 však setrvale klesá a v roce 2019 jeho objem činil ani ne 40 procent přepraveného nákladu v roce 2000. I pro toto letiště tedy platí, že dlouhodobě se rozvíjí osobní doprava (především turistů), zatímco význam nákladní dopravy zde setrvale klesá.
| Rok  | Vzletů a přístání | Změna [%] | Cargo (tun) | Změna [%] |
| ---- | ----------------- | --------- | ----------- | --------- |
| 1999 | 168 533           | x         | .           | x         |
| 2000 | 176 997           | ▲ 5,0     | 25 156      | x         |
| 2001 | 169 603           | ▼ −4,2    | 23 069      | ▼ −8,3    |
| 2002 | 160 329           | ▼ −5,5    | 20 413      | ▼ −11,5   |
| 2003 | 168 988           | ▲ 5,4     | 19 936      | ▼ −2,3    |
| 2004 | 177 859           | ▲ 5,2     | 20 408      | ▲ 2,4     |
| 2005 | 182 028           | ▲ 2,3     | 21 026      | ▲ 3,0     |
| 2006 | 190 304           | ▲ 4,5     | 22 444      | ▲ 6,7     |
| 2007 | 197 384           | ▲ 3,7     | 22 834      | ▲ 1,7     |
| 2008 | 193 379           | ▼ −2,0    | 21 396      | ▼ −6,3    |
| 2009 | 177 502           | ▼ −8,2    | 17 086      | ▼ −20,1   |
| 2010 | 174 635           | ▼ −1,6    | 17 292      | ▲ 1,2     |
| 2011 | 180 152           | ▲ 3,2     | 15 777      | ▼ −8,8    |
| 2012 | 173 966           | ▼ −3,4    | 13 712      | ▼ −13,1   |
| 2013 | 170 140           | ▼ −2,2    | 12 237      | ▼ −10,8   |
| 2014 | 172 630           | ▲ 1,5     | 11 463      | ▼ −6,3    |
| 2015 | 178 254           | ▲ 3,3     | 11 374      | ▼ −0,8    |
| 2016 | 197 640           | ▲ 10,9    | 10 453      | ▼ −8,1    |
| 2017 | 208 787           | ▲ 5,6     | 10 191      | ▼ −2,5    |
| 2018 | 220 329           | ▲ 5,5     | 10 018      | ▼ −1,7    |
| 2019 | 217 218           | ▼ −1,4    | 9 022       | ▼ −9,9    |
| 2020 | 76 851            | ▼ −64,6   | 6 733       | ▼ −25,4   |
| 2021 | 141 189           | ▲ 83,7    | 6 755       | ▲ 0,3     |

### Nejvytíženější vnitrostátní linky
Tabulka 3 uvádí 10 vnitrostátních linek s největším počtem cestujících v roce 2019 z/do Palma de Mallorca. Z tabulky je vidět, že zdaleka nejvíce cestujících přepraví první dvě linky: do Barcelony, která je vzdušnou čarou vzdálena jen přibližně 200 kilometrů, a do hlavního města Madridu, kam je to vzdušnou čarou přes 500 kilometrů. Celkem těchto 10 vnitrostátních linek přepraví skoro čtvrtinu všech cestujících odbavených na letišti Palma de Mallorca. Společně s nejvytíženějšími mezinárodními linkami (viz Tabulka 4) těchto 20 (10+10) linek přepraví více než polovinu (54,5 procent) všech cestujících na tomto letišti.
| Pořadí | Město                    | Cestujících | Podíl [%] | Hlavní dopravci (nebo skupiny)                      |
| ------ | ------------------------ | ----------- | --------- | --------------------------------------------------- |
| 1      | Barcelona                | 2 173 069   | 7,3       | Air Europa, Ryanair Group, Vueling Airlines         |
| 2      | Madrid                   | 1 991 885   | 6,7       | Air Europa, Iberia, Ryanair Group                   |
| 3      | Valencia                 | 539 786     | 1,8       | Air Europa, Iberia, Ryanair Group, Vueling Airlines |
| 4      | Ibiza                    | 535 344     | 1,8       | Air Europa, Iberia                                  |
| 5      | Menorca                  | 386 378     | 1,3       | Air Europa, Iberia                                  |
| 6      | Sevilla                  | 352 202     | 1,2       | Air Europa, Ryanair Group, Vueling Airlines         |
| 7      | Alicante                 | 298 284     | 1,0       | Air Europa, Iberia, Ryanair Group, Vueling Airlines |
| 8      | Malaga                   | 249 726     | 0,8       | Air Europa, Ryanair Group, Vueling Airlines         |
| 9      | Bilbao                   | 243 853     | 0,8       | Air Europa, Iberia, Vueling Airlines, Volotea       |
| 10     | Granada                  | 189 760     | 0,6       | Air Europa, Vueling Airlines                        |
| —      | Celkem 10 vnitrostátních | 6 960 287   | 23,4      | —                                                   |

### Nejvytíženější mezinárodní linky
Na letiště Palma de Mallorca vedou desítky linek z celé Evropy, ale z tabulky 4 je vidět, že 10 mezinárodních linek s největším počtem cestujících v roce 2019 přepraví skoro třetinu (31,1 procent) odbavených na letišti. Společně s nejvytíženějšími vnitrostátními linkami (viz Tabulka 3) těchto 20 (10+10) linek přepraví více než polovinu (54,5 procent) všech cestujících na tomto letišti. Dále je vidět, že výrazně převažují linky do různých měst v Německu (celkem 8 destinací, na rozdíl od vnitrostátních linek je jejich podíl daleko rovnoměrnější) a první desítku doplňují dvě linky do Spojeného království.
| Pořadí | Město, stát              | Cestujících | Podíl [%] | Hlavní dopravci (nebo skupiny)                                      |
| ------ | ------------------------ | ----------- | --------- | ------------------------------------------------------------------- |
| 1      | Düsseldorf, Německo      | 1 567 561   | 5,3       | Lufthansa Group, Ryanair Group, Condor, TUI Group                   |
| 2      | Frankfurt, Německo       | 1 139 923   | 3,8       | Lufthansa Group, Condor, Ryanair Group, TUI Group                   |
| 3      | Berlin-Tegel, Německo    | 905 260     | 3,0       | EasyJet, Ryanair Group, Lufthansa Group, Sundair                    |
| 4      | Hamburg, Německo         | 890 130     | 3,0       | Lufthansa Group, Ryanair Group, Condor, Sundair                     |
| 5      | Mnichov, Německo         | 887 185     | 3,0       | Lufthansa Group, Ryanair Group, Condor, Vueling Airlines            |
| 6      | Kolín nad Rýnem, Německo | 854 845     | 2,9       | Lufthansa Group, Ryanair Group, TUI Group, Corendon Group           |
| 7      | Stuttgart, Německo       | 797 873     | 2,7       | Lufthansa Group, Ryanair Group, TUI Group, Condor, Vueling Airlines |
| 8      | Manchester, UK           | 790 489     | 2,7       | Jet2.com, Ryanair Group, TUI Group, EasyJet                         |
| 9      | London-Gatwick, UK       | 772 157     | 2,6       | EasyJet, TUI Group, British Airways, Norwegian                      |
| 10     | Hannover, Německo        | 643 195     | 2,2       | Lufthansa Group, Condor, TUI Group, Ryanair Group                   |
| —      | Celkem 10 mezinárodních  | 9 248 618   | 31,1      | —                                                                   |